# Paul Wallot

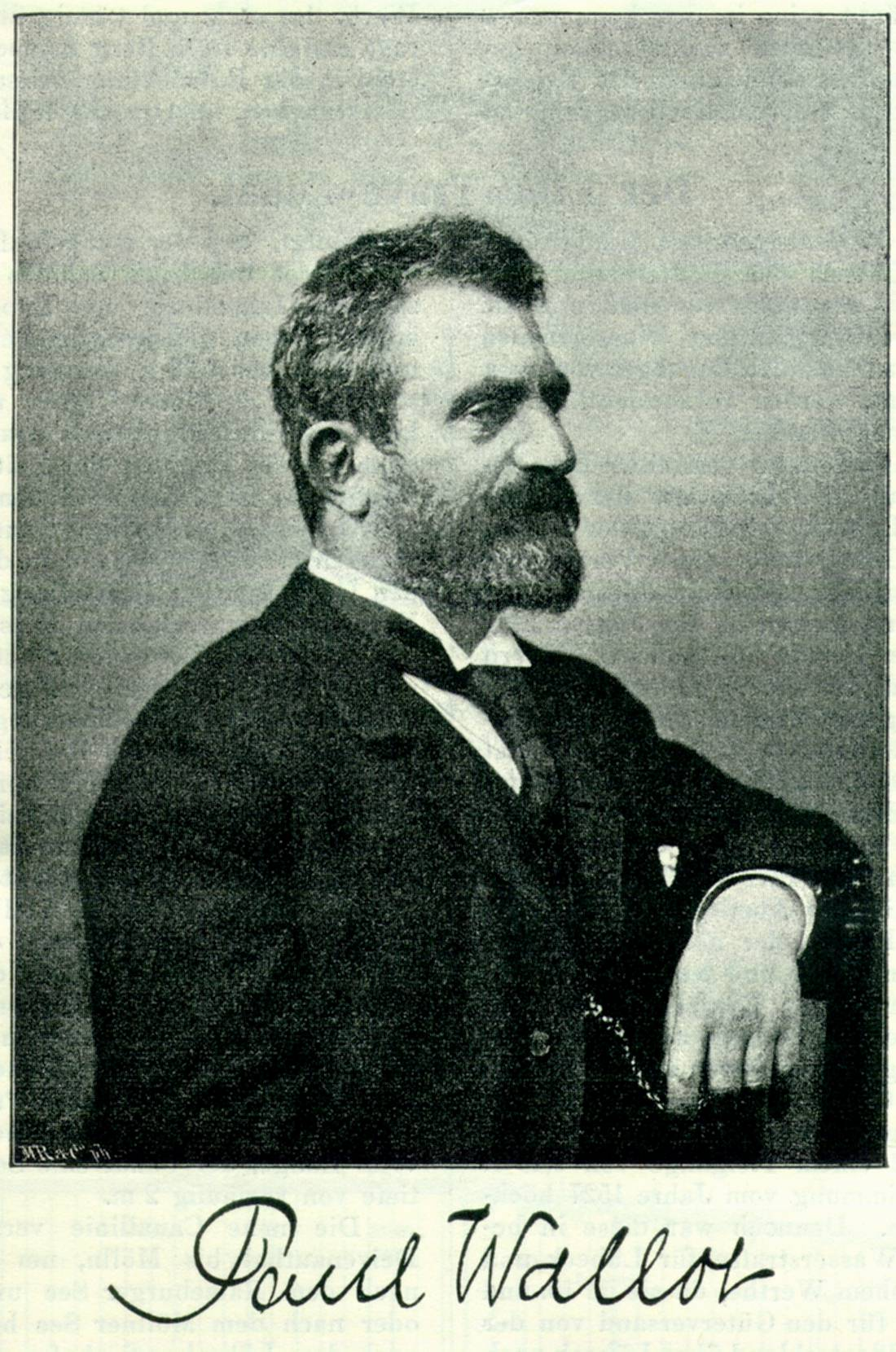
Paul Wallot em 1894.

Johann Paul Wallot (26 de junho de 1841, Oppenheim am Rhein — 10 de agosto de 1912, Bad Schwalbach) foi um arquiteto alemão de ascendência huguenote, mais conhecido por ter projetado o edifício Reichstag em Berlim, erguido entre 1884 e 1894. Ele também construiu o palácio adjacente do Presidente de O Reichstag, terminou em 1904 e o antigo prédio da Dieta Saxon Ständehaus de 1906 no Brühl's Terrace em Dresden.